# Élisabeth Gladieux
Pour les articles homonymes, voir Gladieux.
Élisabeth Gladieux, née en 1982, est une pongiste française de haut-niveau jouant au club de Chelles Tennis de Table.

## Palmarès
- 2010
  -  Médaille de bronze en simple. Championnats de France
- 2009
  -  Médaille d'or en Double Dames. Championnats de France
- 2004
  -  Médaille de bronze en Simple Dames. Championnats de France
- 2003
  -  Médaille d'or en Double Dames. Championnats de France